# Bombom
Ne doit pas être confondu avec Ilhéu Bom Bom.
Bombom (ou Vila Bombom) est une localité de Sao Tomé-et-Principe située au nord-est de l'île de São Tomé, dans le district de Mé-Zóchi.

## Population
Lors du recensement de 2012, 498 habitants y ont été dénombrés.

## Sport
Le village héberge un club de football, l'Inter Bom-Bom (en).